# … Comme elle respire
Pour les articles homonymes, voir White Lies.
Pour plus de détails, voir Fiche technique et Distribution.
… Comme elle respire (La Menteuse est amoureuse) est un film français réalisé par Pierre Salvadori, sorti en 1998.

## Synopsis
Est-ce que la mythomanie est un vilain défaut, voire une maladie ? Jeanne (Marie Trintignant), n'arrive jamais à rester sincère plus de deux minutes. La réalité lui fait trop peur pour cela. Antoine (Guillaume Depardieu) son amoureux de passage, découvre sa mythomanie, mais reste complice de ses histoires par amour pour elle.

## Fiche technique
- Titre original : … Comme elle respire
- Réalisation : Pierre Salvadori
- Scénario : Danièle Dubroux, Pierre Salvadori et Marc Syrigas
- Photographie : Gilles Henry
- Genre : comédie
- Pays de production : France
- Montage : Hélène Viard
- Musique : Camille Bazbaz
- Production : Philippe Martin (producteur) et Gérard Louvin (coproducteur)
- Année de production : 1997
- Durée : 105 minutes
- Dates de sortie :
  - France : 8 avril 1998
  - Belgique : 29 avril 1998

## Distribution
- Marie Trintignant :  Jeanne
- Guillaume Depardieu : Antoine
- Jean-François Stévenin : Marcel
- Serge Riaboukine : Barnabé
- Blanchette Brunoy : Madeleine
- Michèle Moretti : la mère de Jeanne
- Bernard Verley : le père de Jeanne
- Marc Susini : François
- Blandine Pélissier : Hélène
- Gwenaëlle Simon : Isabelle
- Jacques Dacqmine : Maître Maillard
- Nicolas Koretzky : Nicolas